# تسوپونگ هیلز
تسوپونگ هیلز (به لاتین: Tswapong Hills) یک کوه در بوتسوانا است که در بخش مرکزی (بوتسوانا) واقع شده‌است. تسوپونگ هیلز ۱٬۳۹۰ متر بالاتر از سطح دریا واقع شده‌است.